# Rudolf Streinz
Rudolf Streinz (* 5. Dezember 1953 in Landshut) ist ein deutscher Rechtswissenschaftler, Inhaber des Lehrstuhls für Öffentliches Recht und Europarecht an der Ludwig-Maximilians-Universität München, Dozent an der Hochschule für Politik München und ehemaliger Landshuter Stadtrat (CSU).

## Leben

### Ausbildung
Rudolf Streinz studierte von 1974 bis 1978 Rechtswissenschaft, Politikwissenschaft und Geschichte in München. 1981 wurde er von Bruno Simma mit einer Arbeit über Meinungs- und Informationsfreiheit zwischen Ost und West promoviert. Im Jahr 1987 habilitierte er sich bei Michael Schweitzer in Passau zum Thema Bundesverfassungsgerichtlicher Grundrechtsschutz und Europäisches Gemeinschaftsrecht.

### Wirken
Von 1989 bis 2003 war Streinz Inhaber des Lehrstuhls für Öffentliches Recht, Völker- und Europarecht an der Universität Bayreuth. Seit 2003 forscht und lehrt Rudolf Streinz an der Ludwig-Maximilians-Universität München als Inhaber des Lehrstuhls für Öffentliches Recht und Europarecht.
Vom 1. Oktober 2005 bis zum 30. September 2007 war er Dekan der Juristischen Fakultät der LMU.
Bekannt sind insbesondere Streinzs Lehrbuch zum Europarecht (erschienen in der Schwerpunkte-Reihe des C.F.-Müller-Verlags) sowie sein Kommentar zum Unions- und Gemeinschaftsvertrag (erschienen in der Reihe Beck’sche Kurzkommentare). Er ist Mitherausgeber der Zeitschrift für Sport und Recht.

### Politisches Engagement
Streinz ist Mitglied der CSU und war zwischen 1978 und 1990 Stadtrat in seiner Heimatstadt Landshut. Er ist als Vertrauensdozent der CSU-nahen Hanns-Seidel-Stiftung in München tätig.

### Plagiatsaffäre Guttenberg
Rudolf Streinz war Zweitgutachter im Promotionsverfahren des CSU-Politikers Karl-Theodor zu Guttenberg an der Universität Bayreuth. Doktorvater war Peter Häberle, der Guttenbergs Doktorarbeit von etwa 2000 bis 2007 betreute. Die Dissertation mit dem Titel Verfassung und Verfassungsvertrag. Konstitutionelle Entwicklungsstufen in den USA und der EU wurde 2006 durch die Rechts- und Wirtschaftswissenschaftliche Fakultät der Universität angenommen und Anfang 2007 mit der Bestnote „summa cum laude“ bewertet. Im Februar 2011 geriet Guttenbergs Dissertation, ausgelöst durch Plagiatsvorwürfe des Bremer Staatsrecht-Professors Andreas Fischer-Lescano, in die öffentliche Kritik.
Streinz, der von Fischer-Lescano noch vor der ersten Veröffentlichung über die Plagiatsvorwürfe informiert worden war, erklärte, Guttenbergs Arbeit sei „sehr überzeugend“ gewesen und er habe als Gutachter keinen Zweifel an einem positiven Urteil gehabt. Verbunden mit hoher medialer Aufmerksamkeit kam es in der Folge zu weiteren Vorwürfen und die „Plagiatsaffäre Guttenberg“ löste eine politische Affäre in Deutschland aus,  mit der sich der Deutsche Bundestag am 23. Februar 2011 befasste. Nachdem die Universität Bayreuth erhebliche Verstöße gegen die wissenschaftlichen Pflichten zur Kennzeichnung von Quellen und Zitaten festgestellt hatte, wurde Guttenberg der Doktorgrad am 23. Februar 2011 wieder aberkannt.
Streinz erklärte im März 2011 in einem Interview, er habe „zu sehr darauf vertraut, dass Arbeiten korrekt angefertigt werden“. Vorwürfe, er habe einen Parteifreund begünstigt, wies Streinz als „absurd und mehr als ehrenrührig“ zurück.

### Sonstiges Engagement
Seit 2007 ist er Ehrenmitglied der katholischen Studentenverbindung KDStV Aenania München im CV.

## Schriften (Auswahl)
- Rudolf Streinz: Meinungs- und Informationsfreiheit zwischen Ost und West. Möglichkeiten und Grenzen intersystemarer völkerrechtlicher Garantien in einem systemkonstituierenden Bereich. Gremer, Ebelsbach 1981, ISBN 978-3-88212-025-7 (Zugl.: München, Univ., 03 - Jur. Fak., Diss., 1980/81).
- Rudolf Streinz: Bundesverfassungsgerichtlicher Grundrechtsschutz und Europäisches Gemeinschaftsrecht. Die Überprüfung grundrechtsbeschränkender deutscher Begründungs- und Vollzugsakte von Europäischem Gemeinschaftsrecht durch das Bundesverfassungsgericht. Nomos-Verlags-Gesellschaft, Baden-Baden 1989, ISBN 978-3-7890-1673-8 (Zugl.: Passau, Univ., Habil.-Schr., 1987).

- Rudolf Streinz: Europarecht. 10., völlig neu bearbeitete  Auflage. C.F. Müller, Heidelberg 2016, ISBN 978-3-8114-9371-1.